# Изобище
Изо́бище (бел. Ізобішча) — деревня в составе Вишовского сельсовета Белыничского района Могилёвской области Белоруссии. Население — 54 человека (2019).
Ранее входила в состав Головчинского сельсовета.

## Географическое положение
Ближайшие населённые пункты: Браковщина, Карповка, Новосёлки, Туалин.

## История
В 1647 году упоминается как деревня Изобищи в Княжицкой волости в Оршанском повете ВКЛ. В 1717 году отдана в залог ордену бенедиктинцов. После первого раздела Речи Посполитой (1772) в составе Российской Империи. В 1785 году в составе имения Булыжицы Могилёвского уезда Могилёвской губернии, собственность доминиканского монастыря, 30 дворов. По данным 1845 года имелась корчма. Согласно переписи населения 1897 года в Княжецкой волости, 45 дворов, школа, которая в 1908 году превращена в земскую и разместилась в наёмном сельском доме. С февраля по октябрь 1918 года оккупирована германскими войсками. В 1930 году образован колхоз «7-й съезд Советов». В период Великой Отечественной войны со 2 июля 1941 года по 29 июня 1944 года оккупирована немецко-фашистскими войсками. В ноябре 1943 года — январе 1944 года гитлеровцы сожгли 49 дворов, убили 26 односельчан. На кладбище похоронены четыре жителя, которые погибли на фронте, семь — в партизанской борьбе. В 1986 году в составе колхоза имени В.И. Ленина (центр — д. Новосёлки), действовали клуб, начальная школа, магазин, дом животновода.
Прямолинейная широтная улица застроена двухсторонне, плотно деревянными сельскими домами с приусадебными участками.

## Население
| Численность населения (по переписи) | Численность населения (по переписи) | Численность населения (по переписи) | Численность населения (по переписи) | Численность населения (по переписи) | Численность населения (по переписи) | Численность населения (по переписи) |
| 1785                                | 1897                                | 1909                                | 1959                                | 1970                                | 2009                                | 2019                                |
| ----------------------------------- | ----------------------------------- | ----------------------------------- | ----------------------------------- | ----------------------------------- | ----------------------------------- | ----------------------------------- |
| 272                                 | ↗325                                | ↗401                                | ↘374                                | ↘327                                | ↘92                                 | ↘54                                 |

## Память
- Братская могила партизан. На кладбище. Похоронены три партизана, которые погибли 17 января 1943 года в боях против немецко-фашистских захватчиков. В 1976 году на могиле установлен обелиск[6].